# Alexander Gorgon
Alexander Gorgon (Wenen, 28 oktober 1988) is een Oostenrijks-Pools voetballer die doorgaans speelt als middenvelder. In januari 2025 verruilde hij Pogoń Szczecin voor SCR Altach.

## Clubcarrière
Gorgon speelde al vanaf zijn zevende in de jeugdopleiding van Austria Wien. In 2010, toen hij vijftien jaar lang in de jeugd van Austria had gespeeld, brak hij door in het eerste elftal. Op 2 november 2010 maakte hij zijn debuut, tijdens een 2-3 thuisnederlaag tegen Sturm Graz. Gorgon viel zeven minuten voor het einde van de wedstrijd in voor Peter Hlinka. Zijn eerste doelpunt voor de club scoorde de middenvelder op 28 augustus 2011. In de zesentwintigste minuut opende hij de score tijdens een 2-4 nederlaag in eigen huis tegen Admira Wacker. Na zes seizoenen in het eerste elftal besloot Gorgon in de zomer van 2016 Austria achter zich te laten na het aflopen van zijn contract. Hierop verkaste hij naar HNK Rijeka, waarvoor hij zijn handtekening zette onder een verbintenis voor de duur van drie seizoenen. Toen dit contract bijna afliep, besloten beide partijen deze met vier seizoenen te verlengen. Een jaar later vertrok hij alsnog, naar Pogoń Szczecin. Aan het begin van het seizoen 2021/22 liep Gorgon een knieblessure op. Hierdoor speelde hij dat seizoen maar één competitiewedstrijd. Vanaf eind 2022 was hij weer fit genoeg om zijn rentree te maken. Gorgon keerde in januari 2025 bij SCR Altach terug in Oostenrijk.

## Clubstatistieken
| Seizoen | Club           | Competitie  | Competitie | Competitie | Beker | Beker | Internationaal | Internationaal | Totaal | Totaal |
| Seizoen | Club           | Competitie  | Wed.       | Dlp.       | Wed.  | Dlp.  | Wed.           | Dlp.           | Wed.   | Dlp.   |
| ------- | -------------- | ----------- | ---------- | ---------- | ----- | ----- | -------------- | -------------- | ------ | ------ |
| 2010/11 | Austria Wien   | Bundesliga  | 3          | 0          | 0     | 0     | 0              | 0              | 3      | 0      |
| 2011/12 | Austria Wien   | Bundesliga  | 31         | 6          | 2     | 0     | 9              | 1              | 42     | 7      |
| 2012/13 | Austria Wien   | Bundesliga  | 31         | 10         | 5     | 1     | —              | —              | 36     | 11     |
| 2013/14 | Austria Wien   | Bundesliga  | 14         | 4          | 1     | 0     | 0              | 0              | 15     | 4      |
| 2014/15 | Austria Wien   | Bundesliga  | 21         | 8          | 4     | 1     | —              | —              | 25     | 9      |
| 2015/16 | Austria Wien   | Bundesliga  | 35         | 19         | 5     | 2     | —              | —              | 40     | 21     |
| 2016/17 | HNK Rijeka     | 1. HNL      | 25         | 12         | 6     | 3     | 6              | 1              | 37     | 16     |
| 2017/18 | HNK Rijeka     | 1. HNL      | 23         | 7          | 2     | 0     | 10             | 3              | 35     | 10     |
| 2018/19 | HNK Rijeka     | 1. HNL      | 26         | 8          | 3     | 1     | 2              | 1              | 31     | 10     |
| 2019/20 | HNK Rijeka     | 1. HNL      | 26         | 6          | 3     | 1     | 1              | 0              | 30     | 7      |
| 2020/21 | Pogoń Szczecin | Ekstraklasa | 24         | 5          | 3     | 1     | —              | —              | 27     | 6      |
| 2021/22 | Pogoń Szczecin | Ekstraklasa | 1          | 0          | 0     | 0     | 2              | 0              | 3      | 0      |
| 2022/23 | Pogoń Szczecin | Ekstraklasa | 17         | 3          | 0     | 0     | 0              | 0              | 17     | 3      |
| 2023/24 | Pogoń Szczecin | Ekstraklasa | 32         | 8          | 5     | 0     | 4              | 0              | 41     | 8      |
| 2024/25 | Pogoń Szczecin | Ekstraklasa | 18         | 4          | 3     | 1     | —              | —              | 21     | 5      |
| 2024/25 | SCR Altach     | Bundesliga  | 0          | 0          | 0     | 0     | —              | —              | 0      | 0      |
| Totaal  | Totaal         | Totaal      | 279        | 90         | 36    | 9     | 26             | 5              | 341    | 104    |

Bijgewerkt op 6 februari 2025.

## Erelijst
| Competitie             |              |                  |              |              |
| Competitie             | Aantal       | Jaren            |              |              |
| Austria Wien           | Austria Wien | Austria Wien     | Austria Wien | Austria Wien |
| ---------------------- | ------------ | ---------------- | ------------ | ------------ |
| Bundesliga             | 1            | 2012/13          |              |              |
| HNK Rijeka             |              |                  |              |              |
| 1. HNL                 | 1            | 2016/17          |              |              |
| Hrvatski nogometni kup | 2            | 2018/19, 2019/20 |              |              |